# Jonas Kvarnström
Jonas Kvarnström (* in Malmö) ist ein schwedisch-kanadischer Pianist und Komponist.

## Biografie
Kvarnström wuchs in Kanada auf und absolvierte seine Klavierstudien ab 1979 an der University of Victoria in British Columbia. Es folgten erfolgreiche Teilnahmen an Wettbewerben und Orchesterauftritte. 1984 erhielt er ein Stipendium der Rotary Foundation in Evanston, USA. Er besuchte die Hochschule für Musik München und nahm in Europa Unterricht bei renommierten Lehrern wie Klaus Schilde, Heidi Litschauer, Béla Síki, John Ogdon, Richard Goode und Ruth Laredo. Nach seiner Rückkehr nach Kanada beendete er sein Studium an der University of British Columbia unter Robert Silverman und erwarb 1992 einen Doktorgrad in Musical Arts.
Später kehrte er wieder nach München zurück, wo er an der Bayerischen Theaterakademie und der Hochschule für Musik als Dozent tätig ist.
Kvarnström machte zahlreiche Klassikaufnahmen und veröffentlichte unter anderem eine achtteilige Reihe mit Eigenkompositionen unter dem Titel Musical Soundscapes (mit Stefan Schramm). Dabei bewegte er sich nicht nur im Feld der klassischen Musik, sondern auch in der New-Age- und Weltmusik. 1995 erhielt er eine Nominierung für einen Juno Award als Instrumentalkünstler des Jahres. 2012 machte er mit einem Album mit Filmmusik in Klavierversionen auf sich aufmerksam. Seine Version von Una mattina von Ludovico Einaudi aus dem Film Ziemlich beste Freunde schaffte es im September 2012 sogar in die deutschen Singlecharts.

## Diskografie
Alben
- Music for Your Nightmare (1989)
- Gentle Giants (1989)
- Beneath the Waves (1989)
- Dreaming – Musical Soundscapes (1990)
- Pacific Blue – Musical Soundscapes (1991)
- Tropical Dream – Musical Soundscapes (1992)
- Romance (1992)
- Romance Vol. 2 (1993)
- Pacific Blue II – Musical Soundscapes (1993)
- Passing Through (1993)
- Peaceful Pachelbel (1993)
- Wings of Freedom (1994)
- Northern Nights – Musical Soundscapes (1994)
- Satiesque (1995)
- Reverie (1995)
- Dolphin Dance – Musical Soundscapes (1996)
- Natural Classics (1996)
- Songs of the Sea – Musical Soundscapes (1997)
- Where Heaven Meets Sky (1998)
- Celtic Circles (1999)
- Sea of Dolphins – Musical Soundscapes (2001)
- Creation (2001)
- Aria (2002)
- Best of Piano Movie Themes (2012)
- Best of Piano Movie Themes No. 2 (2012)
- Arias for the 21st Century (Rafael Cavero & Friends, 2012)
- Best of Piano Movie Themes No. 3 (2013)
- Best of Piano Love Themes (2014)
- Best of Piano Movie Themes No. 4 (2015)
- Best of Piano Classical Themes (2017)
- Black on White – Big Screen Piano (2020)
- Black on White – Big Screen Piano Vol. 2 (2021)
- Originals 1 – Solo Piano (2023)